# Sebal e Belide
Sebal e Belide (oficialmente: União das Freguesias de Sebal e Belide)é uma freguesia portuguesa do município de Condeixa-a-Nova, com 12,99 km² de área e 2731 habitantes (censo de 2021). A sua densidade populacional é 210,2 hab./km².

## História
Foi constituída em 2013, no âmbito de uma reforma administrativa nacional, pela agregação das antigas freguesias de Sebal e Belide e tem a sede em Sebal.

## Demografia
A população registada nos censos foi:
| Distribuição da População por Grupos Etários | Distribuição da População por Grupos Etários | Distribuição da População por Grupos Etários | Distribuição da População por Grupos Etários | Distribuição da População por Grupos Etários | Distribuição da População por Grupos Etários |
| -------------------------------------------- | -------------------------------------------- | -------------------------------------------- | -------------------------------------------- | -------------------------------------------- | -------------------------------------------- |
| Antes da agregação                           |                                              |                                              |                                              |                                              |                                              |
| Ano                                          | 0-14 anos                                    | 15-24 anos                                   | 25-64 anos                                   | >= 65 anos                                   | Total                                        |
| 2001                                         | 293                                          | 253                                          | 1102                                         | 424                                          | 2072                                         |
| 2011                                         | 449                                          | 235                                          | 1581                                         | 458                                          | 2723                                         |
| Após a agregação                             |                                              |                                              |                                              |                                              |                                              |
| Ano                                          | 0-14 anos                                    | 15-24 anos                                   | 25-64 anos                                   | >= 65 anos                                   | Total                                        |
| 2021                                         | 409                                          | 264                                          | 1498                                         | 560                                          | 2731                                         |